# Hildeprand
Hildeprand, död 744, var kung av det langobardiska riket mellan 735 och 744. 